# Ngonde (peuple)
Les Ngonde sont une population bantoue d'Afrique de l'Est vivant au Malawi.

## Ethnonymie
Selon les sources et le contexte, on peut observer plusieurs autres formes : Konde, Ngondes, Nkhonde, Nkonde, Wagonde.

## Langue et culture
Leur langue est le nyakyusa (ou nyakyusa-ngonde), une langue bantoue.
Ils sont culturellement très proches de leurs voisins Nyakyusa, au point d'être parfois conjointement considérés comme une ethnie unique,,.